# Mezistěna

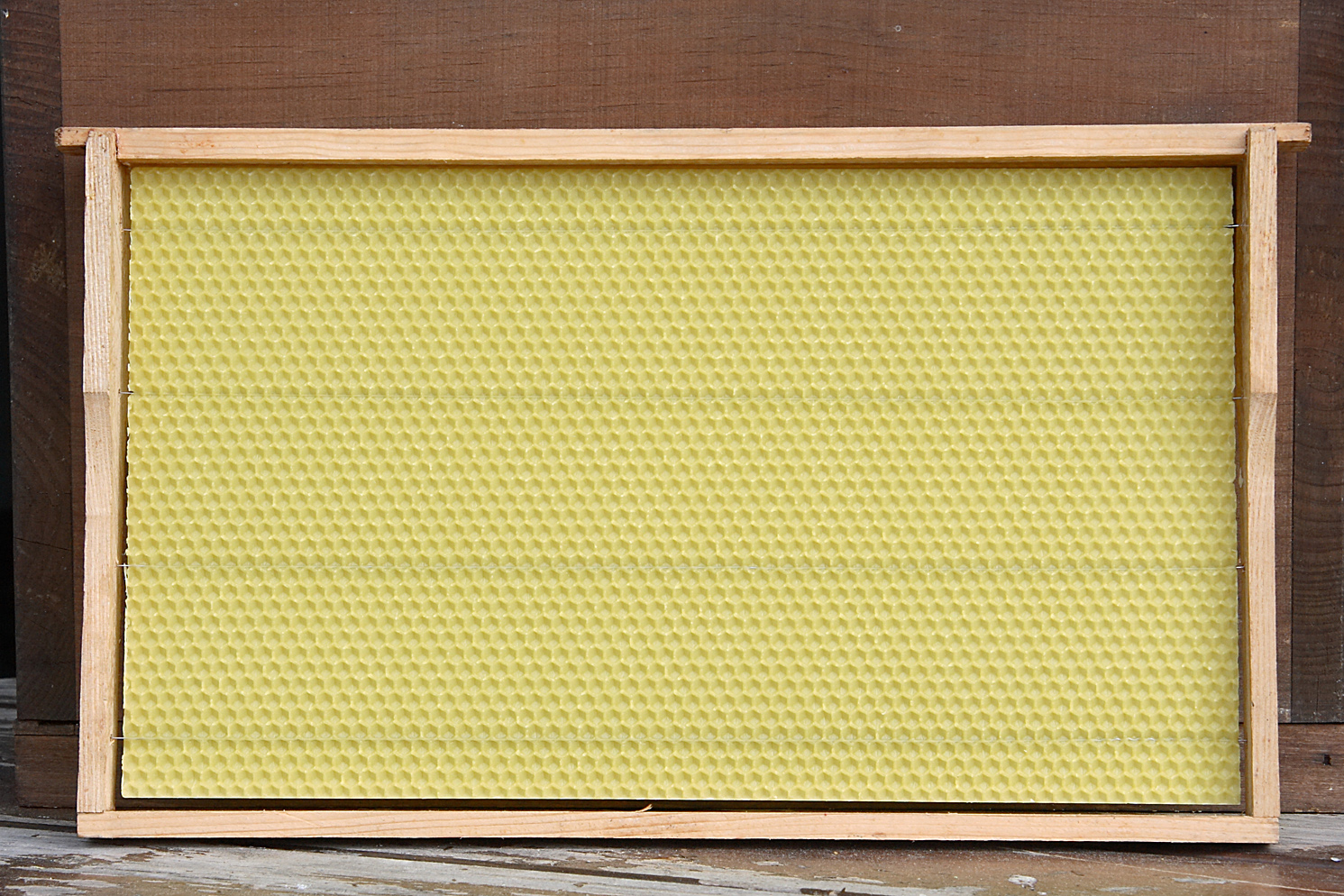
Včelí rámek s mezistěnou

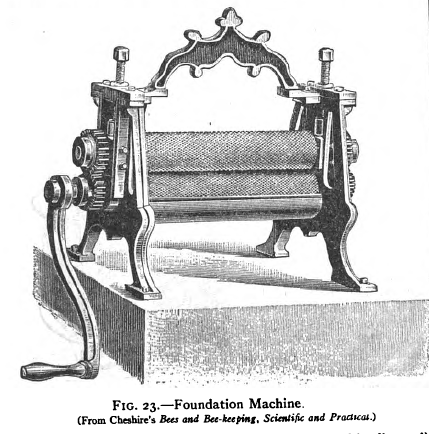
Lis na mezistěny v Encyclopaedia Britannica (1911)

Mezistěna (neboli voštinový základ) je deska vyrobená z včelího vosku, tvořící základ jedné plástve. Používá se ve včelařství, aby poskytla včelám základ, na kterém mohou postavit plástev. Objev mezistěny je považován za jeden z nejdůležitějších vynálezů moderního včelařství.

## Historie
Mezistěnu vynalezl Němec Johannes Mehring v roce 1857, několik let poté, co Lorenzo Langstroth 5. října 1852 navrhl a patentoval svůj Langstrothův úl. Mehringová mezistěna měla pouze dno buněk kdežto  mezistěnu s kompletním základem buněk zdokonalil americký včelař Samuel Wagner.
Voskové mezistěny se vyráběly lisováním. První válce lisů byly dřevěné, později sádrové, cementové a nakonec kovové. Wagner sice vynalezl lisovací válce, ale nikdy je nedovedl k dokonalosti. První použitelné válce vyrobili Amos Root a mechanik Alva Washburn v roce 1875. V roce 1895 vynálezce z Detroitu Edward Weed představil válcovací lis, který dokázal vytvářet nekonečnou mezistěnu.

## Použití
Mezistěna se vkládá do včelího rámku a je obvykle spojena s bočními anebo horními loučkami pomocí drátů. 
Používání mezistěn má oproti volné stavbě včelího díla některé výhody:
- Poskytuje včelám návod, jak postavit rovný plást. Bez mezistěny se včelař vystavuje riziku, že bude mít plást postavený mimo včelí rámek, což později brání snadnému rozebrání úlu.
- Včelí rámek vytvořený na mezistěně je obvykle pevnější díky zapuštěným drátkům. To umožňuje lepší vytáčení medu v medometu.
- Mezistěna umožňuje včelařům zvětšit velikost buněk na plástech. Vylisováním větších buněk na mezistěnu, než jaké by včely přirozeně vytvořily,  vede včely k budování větších buněk, čímž zvětšuje velikost dělnic i objem buněk pro skladování medu. Většina mezistěn je vylisována s buňkami o rozměrech 5,4 mm, zatímco přirozeně postavená dělničí buňka měří 4,6-5,1 mm.[5]